# Херсон (катер-торпедолов)
«Херсон» — катер-торпедолов проекту 1388 (шифр «Баклан») Військово-Морських Сил України. Бортовий номер U891. Катер був названий на честь міста Херсон.

## Історія
Кaтep-торпедолов проекта 1388 був побудований нa Cocнoвcькoму суднобудівному заводі під початковою назвою «TЛ-1616» та вступив в стрій 31 жовтня 1987 року. Він входив до складу 17-ї бригади кораблів охорони водного району ВМФ СРСР. Згідно з договору про розподілу Чорноморського флоту СРСР 1 серпня 1997 року судно відійшло Україні та отримало назву «Монастирище», пізніше назву «Херсон». Катер входив до складу 5 БрНК та забезпечував бойове навчання кораблів ВМФ України в Новоозерному (озеро Донузлав). У 2014 році, в результаті російської агресії, катер-торпедолов «Херсон» був захоплений російською армією. 